# Lotte Kaba-Schönstein
Lotte Kaba-Schönstein (* 1950) ist eine deutsche Gesundheitswissenschaftlerin und Diplom-Sozialwirtin. Sie spielte eine maßgebliche Rolle in der Entwicklung der Gesundheitsförderung in Deutschland. Besonders hervorzuheben ist ihre Initiative zur Einführung der internationalen Fortbildungslehrgänge zur Gesundheitsförderung. Sie war von Beginn an ein aktives Mitglied der Redaktionsgruppe für die Leitbegriffe der Gesundheitsförderung der Bundeszentrale für gesundheitliche Aufklärung.

## Werdegang
Kaba-Schönstein erhielt eine Ausbildung zur Krankenpflegerin, danach widmete sie sich der Betreuung von Menschen mit Krebserkrankungen. In den 1970er Jahren absolvierte sie ein Studium der Sozialpädagogik und arbeitete daraufhin im Bereich Gesundheits- und Familienfürsorge im Landkreis Kassel. Anschließend folgte ein Studium der Sozialwissenschaften an der Universität Göttingen, welches sie als Diplom-Sozialwirtin abschloss. Es folgte der Wechsel zum Zentrum für Angewandte Gesundheitswissenschaften der Universität und Fachhochschule in Lüneburg. Dort übernahm sie für zehn Jahre die Leitung der Internationalen Fortbildungslehrgänge für Schlüsselpersonen der Gesundheitsförderung, der Bundeszentrale für gesundheitliche Aufklärung und der Weltgesundheitsorganisation. Neben ihrer Tätigkeit als Lehrgangsleiterin war sie auch als Sektions- und Projektleiterin sowie als Lehrbeauftragte aktiv. In dieser Zeit widmete sie sich der Forschung und Entwicklung im Bereich Gesundheitsförderung und sozialer Benachteiligung und trug zur Erstellung nationaler und internationaler (EU-)Glossare der Gesundheitsförderung bei. 1997 folgte der Ruf auf eine Professur an der Hochschule für Sozialwesen in Esslingen für die Bereiche Soziale Arbeit und Gesundheitswissenschaften. Von 1999 bis 2004 übernahm sie das Amt der Gründungdekanin des Fachbereichs Gesundheit und Pflege. In dieser Position unterstützte sie die Entwicklung der Pflegestudiengänge auf organisatorischer und inhaltlicher Ebene. Im Sommersemester 2016 wurde Kaba-Schönstein in den Ruhestand verabschiedet und ist seitdem weiterhin als Lehrbeauftragte tätig.

### Arbeitsschwerpunkte
An der Hochschule Esslingen war Kaba-Schönstein als Gründungsdekanin maßgeblich am Aufbau des Fachbereichs Gesundheit beteiligt. Gemeinsam mit einem Team arbeitete sie an der Entwicklung des Diplomstudiengangs Pflege/Pflegemanagement, welcher im Wintersemester 1999 erstmals Studierende aufnehmen konnte. Im Anschluss daran folgte die Einrichtung des Diplomstudiengangs Pflegepädagogik. Ein weiterer Schwerpunkt ihrer Arbeit lag in der Entwicklung eines Rahmenkonzeptes für eine gesundheitsförderliche Hochschule im Jahr 2011. Dieses Konzept dient bis heute als Grundlage für die Gesundheitsförderung an der Hochschule Esslingen. Von 2014 bis 2015 leitete sie ein Projekt zur studentischen Gesundheitsförderung, bei dem Informationsmaterialien entwickelt wurden, die noch immer im Einsatz sind.

## Engagement
Von 1996 bis 2023 war Kaba-Schönstein Teil der wissenschaftlichen Redaktionsgruppe der BZgA-Leitbegriffe für Gesundheitsförderung, welche zum Wissenstransfer im Bereich der Gesundheitsförderung und Prävention beitragen. Kaba-Schönstein war Mitglied des beratenden Arbeitskreises des Kooperationsverbundes Gesundheitliche Chancengleichheit, in dem unter anderem Good-Practice Kriterien zur Gesundheitsförderung entwickelt wurden. Im Jahr 2012 organisierte Kaba-Schönstein den ersten Gesundheitstag der Fakultät für Soziale Arbeit, Bildung und Pflege an der Hochschule Esslingen. Während ihrer Zeit an der Hochschule Esslingen setzte sich Kaba-Schönstein zudem für internationale Hochschulpartnerschaften ein. Zusammen mit anderen Hochschulen, darunter die Medizinische Universität Poznan und die Howest University College Brügge, organisiert sie bis 2023 jährlich die International Summer Schools Health Promotion.

## Ehrungen
Im Jahr 2001 erhielt Kaba-Schönstein, durch das Ministerium für Wissenschaft, Forschung und Kunst in Baden-Württemberg den Lehrpreis der Hochschulen für angewandte Wissenschaften. Im Rahmen des Kongress Armut und Gesundheit wurde Kaba-Schönstein 2016 mit dem Carola-Gold-Preis für ihr Engagement zur Verbesserung gesundheitlicher Chancengleichheit, ausgezeichnet.

## Publikationen
Kaba-Schönstein veröffentlichte Publikationen im Bereich der Gesundheitsförderung und Gesundheitswissenschaften. Zudem hat sie Artikel, für die von ihr mit herausgegebenen Leitbegriffe der Gesundheitsförderung verfasst:
- mit Karl Kälble: Interdisziplinäre Kooperation im Gesundheitswesen. Analyse von Curricula des Studiums der sozialen Arbeit und der Medizin. In: S. Sting, G. Zurhorst (Hrsg.): Gesundheit und Soziale Arbeit. Gesundheit und Gesundheitsförderung in den Praxisfeldern sozialer Arbeit. Juventa, Weinheim/München 2000, S. 197–219.
- mit Karl Kälble, Karla Schmerfeld, Jochen Schmerfeld, Ulrich Stößel und Jürgen Troschke: MESOP – Interdisziplinäre Kooperation im Gesundheitswesen (Medizin, Soziale Arbeit, Pflege). 2000.
- mit Karl Kälble und Ulrich Stößel: Das MESOP Seminarkonzept „Interdisziplinäre Kooperation im Gesundheitswesen“. 2004.
- mit Karl Kälble: Interdisziplinäre Kooperation im Gesundheitswesen. Eine Herausforderung für die Ausbildung in der Medizin, der Sozialen Arbeit und der Pflege. Ergebnisse des Forschungsprojektes MESOP. Mabuse-Verlag, Frankfurt am Main 2004, S. 29–41.
- mit Christa Böhme, Raimund Geene, Iris Grimm, Susanne Jordan, Holger Kilian, Frank Lehmann, Helene Luig-Arlt, Andreas Mielck und Rolf Reul: Kriterien für gute Praxis der soziallagenbezogenen Gesundheitsförderung. 2015.
- mit Holger Kilian, Christa Böhme, Raimund Geene, Iris Grimm, Susanne Jordan, Frank Lehmann, Helene Luig-Arlt, Andreas Mielck und Rolf Reul: Einleitung in Gute Praxis für gesundheitliche Chancengleichheit – Die Good Practice-Kriterien und Praxisbeispiele. BZgA, 2016, S. 8–19.
- mit Dorothee Michalschek, Martina Osterndorff-Windvogel, Erika Sievers, Gabriele Brinkhues, Marcus Wächter-Raquet, Stephan Blümel, Julian Bollmann und Stefan Bräunling: Gesundheitsförderung mit Geflüchteten. Lücken schließen – Angebote ergänzen. Eine Handreichung des Kooperationsverbundes Gesundheitliche Chancengleichheit, 2021.